# Злота-Гура (заповедник, Малопольское воеводство)
Зло́та-Гу́ра (пол. Złota Góra) — наименование заповедника в Польше, который находится на территории населённого пункта Яксице гмины Мехув Мехувского повята, Малопольское воеводство.
Заповедник находится в Яксицком лесу между сёлами Яксице и Кремпа.
Заповедник был основан в 1922 году и заново учреждён в 1955 году. Заповедная зона представляет собой отдельный охраняемый степной участок, который располагается на крутом склоне меловых скал. Целью заповедника является сохранение лугового покрова, на котором произрастают сухолюбивые растения. На участке произрастают волчеягодник обыкновенный, ветреница лесная, адонис весенний, девясил безголовый, Cirsium pannonicum, лилия кудреватая и башмачок настоящий.